# Rewolucja portugalska (1910)
Rewolucja portugalska w 1910 roku, inaczej rewolucja 5 października 1910 roku w Portugalii (port. Revolução de 5 de Outubro de 1910) – zbrojny przewrót, który doprowadził do obalenia portugalskiej monarchii i wprowadzenia władz republikańskich. Wywołana i kierowana przez Portugalską Partię Republikańską i masonerię. Bezpośrednie walki, trwające od 3 do 5 października 1910 roku, objęły wyłącznie Lizbonę i okręty floty. W efekcie zlikwidowano Królestwo Portugalii i powołano do życia Republikę Portugalską. Według oficjalnych danych w rewolucji zginęło 65 osób, zaś 728 odniosło rany.
Królestwo Portugalii, po ogłoszeniu w 1822 roku przez Brazylię niepodległości, jawiło się jako słabe i biedne. Stopniowo uzależniało się od sojuszu z Wielką Brytanią oraz od pożyczek zagranicznych. Brytyjskie ultimatum z 1890 roku, w wyniku którego Portugalia straciła znaczną część swych afrykańskich kolonii, przekreśliło podstawy dotychczasowej polityki. Zbiegło się to w czasie z kryzysem gospodarczym i pogorszyło nastroje społeczne. Działania kolejnych rządów, nieumiejętne posunięcia króla Karola I, a przede wszystkim koncesje na rzecz Kościoła katolickiego, doprowadziły do stopniowej utraty popularności panującego. W efekcie tego 1 lutego 1908 roku w Lizbonie doszło do zamachu, w którym zginął król i jego najstarszy syn. Nowy król Manuel II był jeszcze mniej konsekwentny w działaniach od swojego ojca. Kraj wstrząsany był strajkami i skandalami, a prace parlamentu regularnie blokowała opozycja. Wprowadzenie republiki wydawało się w tej sytuacji logicznym remedium na większość problemów.

## Geneza przewrotu

### Ruch republikański
Początki portugalskiej myśli republikańskiej sięgają odzyskania przez ten kraj niepodległości w 1820 roku, choć wtedy uważano taką postawę za radykalizm. Po 1848 roku pod wpływem wydarzeń we Francji, nieliczne jeszcze grupy rozpoczęły szerszą agitację, której widocznym znakiem było rozpoczęcie wydawania gazety A República. Realne znaczenie republikanie zyskali jednak dopiero około 1870 roku, po proklamowaniu republiki w sąsiedniej Hiszpanii.
Republikanie portugalscy poza samym zlikwidowaniem monarchii nie mieli szerszego programu politycznego. Ich cele były zasadniczo zbieżne z Odrodzeniowcami, lecz w warstwie retorycznej zarzucano monarchii niekompetencję, bezwstyd i ucisk, mocno akcentując własny patriotyzm i antyklerykalizm. Ten ostatni niejednokrotnie zmniejszał liczbę zwolenników ruchu, zwłaszcza na wsi wpływy republikańskie były niewielkie.

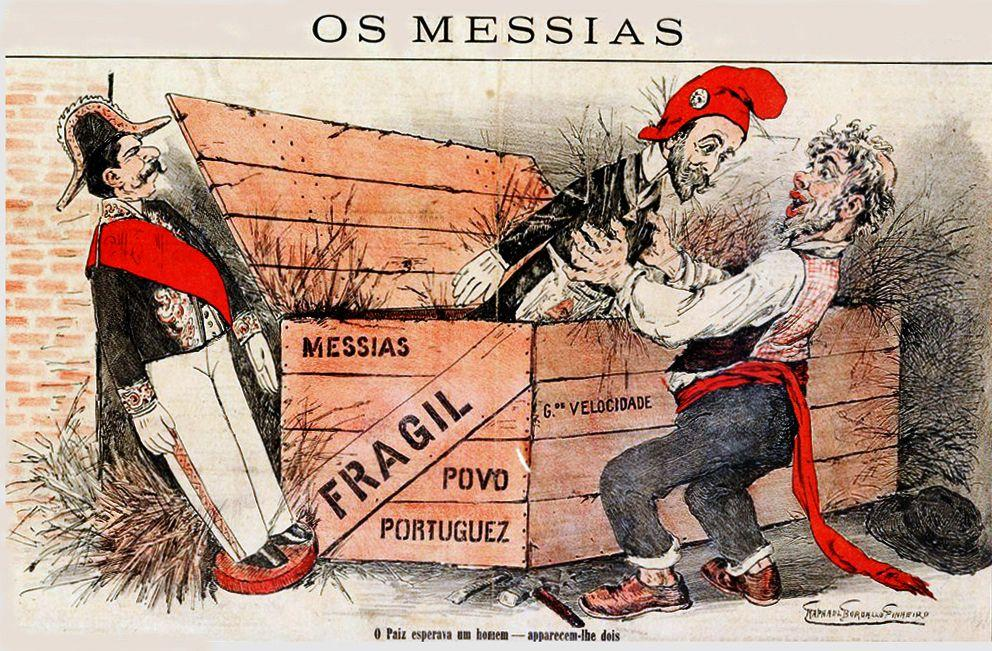
João Franco i Bernardino Machado, karykatura z 1904

W wyborach 1892 roku do Kortezów weszło trzech deputowanych Portugalskiej Partii Republikańskiej, w 1908 siedmiu, a w 1910 roku już czternastu.
Z początkiem XX w. fatalna sytuacja gospodarcza i chaotyczne posunięcia polityczne króla pomogły, by postulat obalenia monarchii nabrał pozorów realnego i logicznego posunięcia, przy tym znacznie łatwiejszego niż większość innych środków naprawy państwa. Wzrastającą popularność Portugalskiej Partii Republikańskiej wykorzystał dotychczasowy Odrodzeniowiec Bernardino Machado, który po zmianie barw partyjnych zdołał objąć kierownictwo republikanów.
Wszystkie środowiska postępowe, nie tylko republikańskie, miały silne poparcie w ludności dwóch największych miast, pośród ludzi wykształconych i aktywnych. Szczególnie silny był rozdźwięk między Lizboną a resztą kraju. Środowiska wiejskie, choć jednoznacznie konserwatywne, cechowały się znaczną biernością. Ich względną siłę wzmacniał postulat neutralności politycznej korony i Kościoła.
W wyborach municypalnych w 1908 roku republikanie uzyskali pełną władzę nad Lizboną, co dało im przekonanie o ich względnej sile. W Porto rządziła koalicja republikanów i liberalnych monarchistów. Odsunięto umiarkowanego Bernardino Machada od władzy nad partią i zaczęto planować przewrót.

### Przyczyny spadku popularności monarchiiBragançów

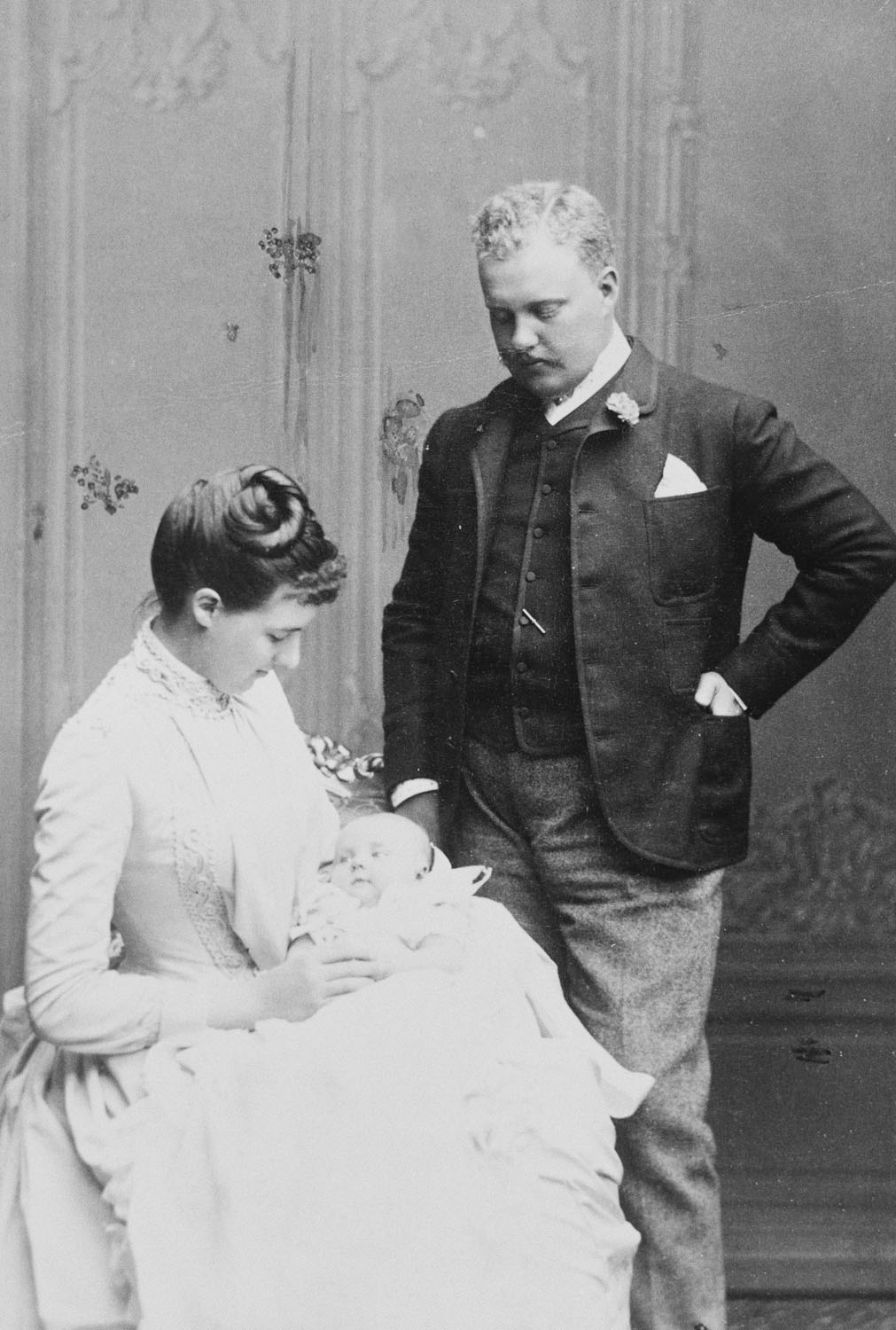
Król Karol I z rodziną

- Król Karol I był inteligentny, ale wyniosły i nie potrafił zdobyć popularności takiej, jaką miał jego ojciec. Jego francuska żona, Amelia księżniczka Orleańska uchodziła zaś za bigotkę[3].
- Angielskie ultimatum w sprawie kolonii z 1890 roku przyniosło monarchii pierwszą poważną porażkę wizerunkową. Mimo oczywistej dysproporcji sił i konieczności przyjęcia brytyjskich warunków, rozpowszechniano plotkę, że król i jego otoczenie byli w zmowie z Anglikami z własnej woli lub zdradzili w wyniku korupcji[2].
- W 1890 roku Europę dotknął międzynarodowy kryzys ekonomiczny, który w Portugalii miał chyba najsilniejszy wymiar. Zbankrutowało kilka banków, pieniądz się zdewaluował, a długi państwa zastraszająco rosły. Stało to w opozycji do ciągłego wzrostu ekonomicznego poprzednich dziesięcioleci. Rodzina królewska też stopniowo popadała w coraz większe długi, czego ujawnienie spotkało się z dezaprobatą nawet głównych partii[3].
- Choć większość ludności portugalskiej stanowili katolicy, a oficjalnym patronem kraju był św. Jakub, specyficzne dla tego kraju były mocne wpływy środowisk antykościelnych i masońskich, zaś z zaszłości historycznych wynikał prawny zakaz działalności zgromadzeń zakonnych. Tymczasem od hucznych obchodów siedemsetnej rocznicy urodzin św. Antoniego, patrona Lizbony, zaczęło się ożywienie działalności instytucji kościelnych, pojawiły się też nowe. W 1901 roku pozwolono na swobodny rozwój zakonów katolickich, co zbiegło się też z powołaniem Partii Nacjonalistycznej, ostentacyjne odwołującej się do zasad katolicyzmu. Powszechnie upatrywano w tym efekt spisku, na czele którego miała stać królowa Maria Amelia[1].

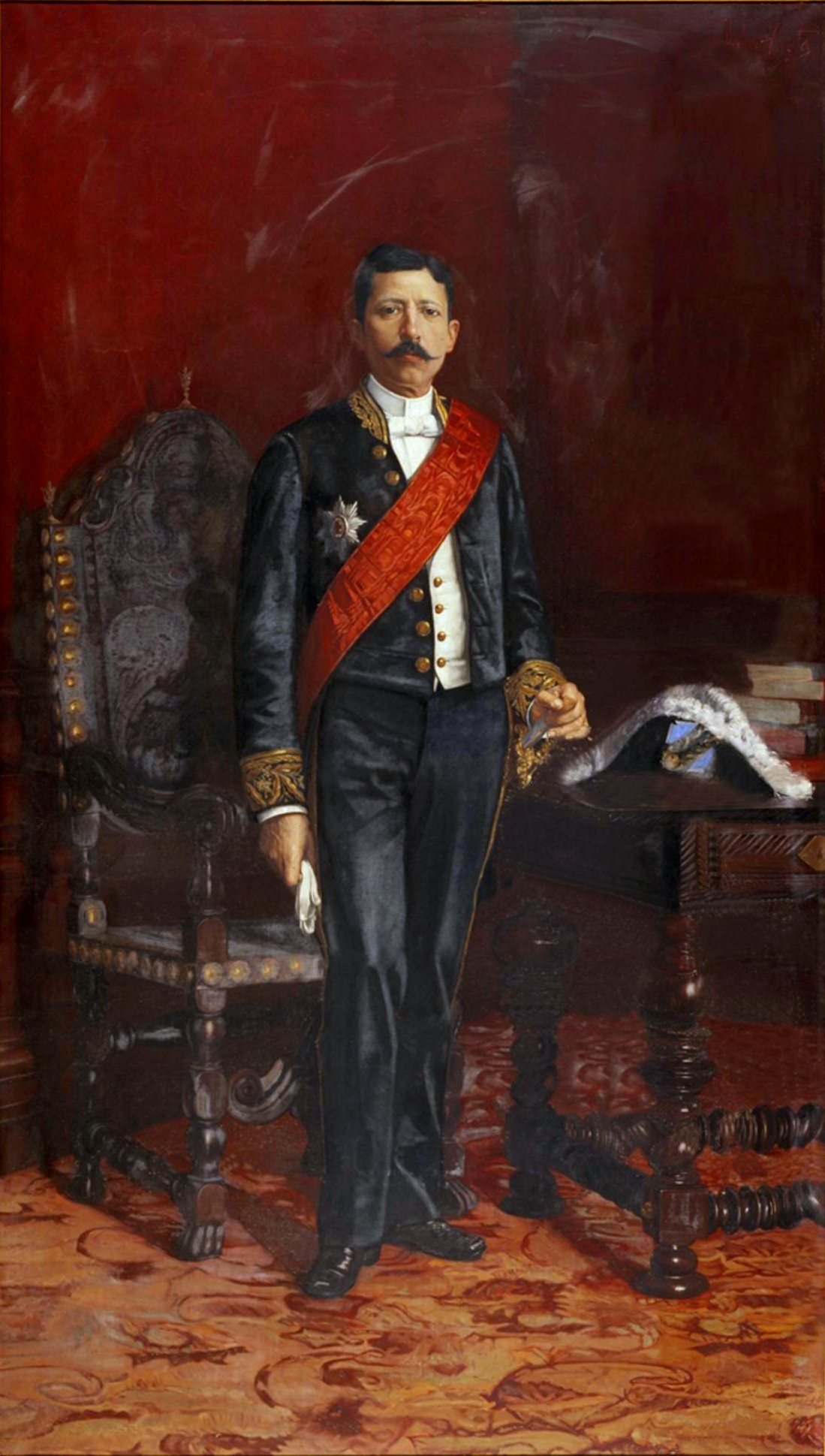
João Franco

- Powołany w 1906 roku na stanowisko premiera João Franco starał się działać możliwie jak najskuteczniej, nie licząc się z opinią publiczną. Wprowadził cenzurę prasy, uwięził swych adwersarzy politycznych i zawiesił zajęcia na rozpolitykowanym Uniwersytecie w Coimbrze. Choć te zapędy dyktatorskie były jego własną inicjatywą, odium musiało spaść na monarchię[1].
- Młody król Manuel II objął tron nieprzygotowany, albowiem jego ojciec i starszy brat zginęli w zamachu. Stąd postrzegany był jako lękliwy i słaby, ustępował przeciwnikom politycznym, a jego panowanie określono okresem „kapitulanckiej monarchii”[1][3].

### Wczesne próby zmiany ustroju

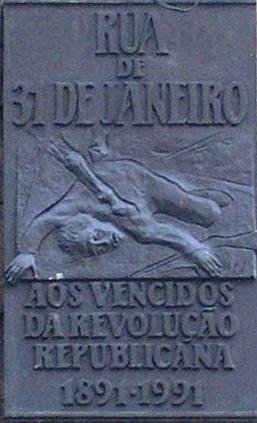
Tablica w Porto, upamiętniająca rewoltę z 31 stycznia 1891

Zmiana kursu politycznego Wielkiej Brytanii względem Portugalii w końcu XIX w. wynikała zarówno z angielskiego imperializmu, jak i z postrzegania małego, iberyjskiego kraju jako niezdolnego własnymi siłami utrzymać rozległe terytoria kolonialne. 11 stycznia 1890 roku Brytyjczycy wystosowali ultimatum, żądając wycofania się Portugalczyków z terytorium Rodezji Południowej, Rodezji Północnej i Niassy, co wywołało dwukrotną zmianę rządu portugalskiego, lecz kraj ten ostatecznie spełnił wszystkie żądania Anglików. Powszechne oburzenie z tym związane doprowadziło w 1891 roku do manifestacji, zamieszek, a nawet jawnej rebelii antymonarchistycznej w Porto.
Z początkiem XX w. przedstawiciele na zmianę rządzących partii Odrodzeniowców i Postępowców, coraz mniej kryli się ze swą podatnością na korupcję, nieudolnością i nieskutecznością.

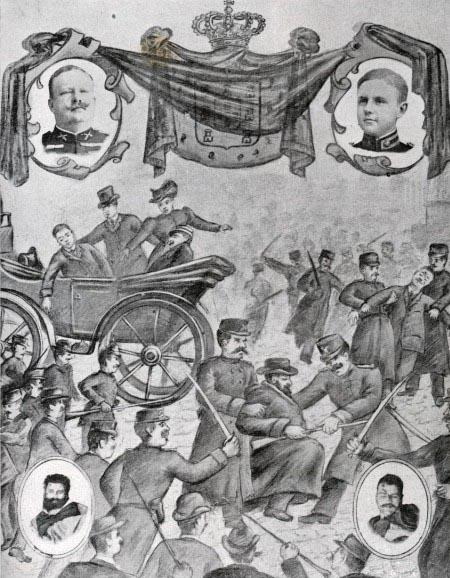
Zamach na Karola I i Ludwika Filipa

W 1906 roku manifestacja republikanów w stolicy stanowiła bezpośredni impuls zmuszający króla do zmiany premiera. Wyznaczony na to stanowisko João Franco starał się uspokoić sytuację niemal jak dyktator, co wywołało odwrotny od zamierzonego skutek. 28 lipca 1907 roku w Porto doszło do zamieszek, w których interweniowało wojsko. W strzelaninie zginęło kilka osób. Policja aresztowała aktywistów republikańskich i ujawniła rozgałęziony spisek. Premier podsunął królowi dekret o zesłaniu spiskowców na Timor, w Portugalii nie było bowiem kary śmierci. Stało się to bezpośrednią przyczyną zamachu, w którym 1 lutego 1908 roku życie stracił król Karol I i jego syn Ludwik Filip, a książę Manuel został ranny. Zamachowców zabito na miejscu, lecz poszukiwania ich mocodawców zaniechano. Podczas pogrzebu monarszego wywołano tumult, w którym stratowano kilka osób przybyłych z prowincji. Prawdopodobnie zamach na monarchę zorganizowali masoni bez porozumienia z republikanami, którzy w owym czasie popierali akcje bez przemocy. Po zamachu wpływy wolnomularzy w Portugalii znacznie wzrosły.

## Przebieg wydarzeń z 1910 roku

### Narastanie napięcia

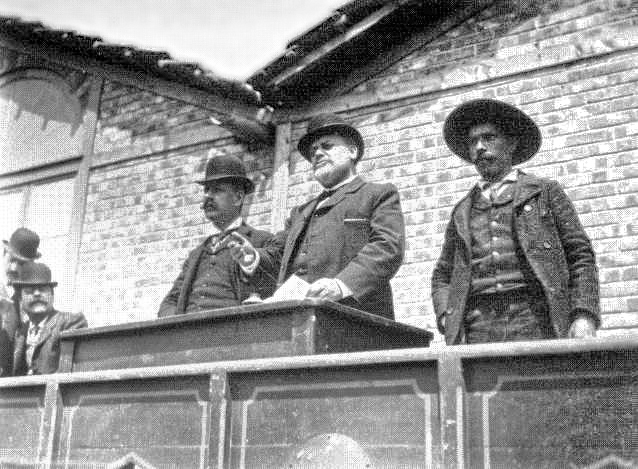
Wiec republikański w Lizbonie

Od 1909 roku republikanie i masoni wywoływali z byle powodu strajki i blokowali obrady parlamentarne. Liczba strajków rosła – w 1909 roku odnotowano ich dwa tysiące, a do października 1910 roku ponad dziesięć tysięcy.
Król szukał poparcia za granicą. Okazało się jednak, że żadna z europejskich stolic nie była zainteresowana utrzymaniem go na tronie Portugalii. Co więcej, podczas wizyty w Paryżu Manuel II został uprzedzony o możliwości zbrojnego przewrotu w następnym roku. Brytyjczycy z kolei wskazali, że sojusz łączy ich z Portugalią, a nie domem panującym w niej.
W czerwcu 1910 roku zawiązano konspiracyjną Lizbońską Radę Rewolucyjną. Zdominowana była przez masonów i republikanów, a często były to te same osoby. Rada wkrótce pokierowała przewrotem. Udało się pozyskać do planów adm. Cândido dos Reisa, dowódcę marynarki wojennej i rozwinąć konspirację w korpusie oficerskim.
Ze względu na przygotowania do rebelii, bez wielkich starań przystąpiono do wyborów parlamentarnych. Potraktowano kampanię jako okazję do awantur i podsycania atmosfery rewolucyjnej. Republikanie w wyborach zdobyli 14 mandatów, w tym 11 z Lizbony. Dawało to im poczucie siły w stolicy.

### Przewrót zbrojny

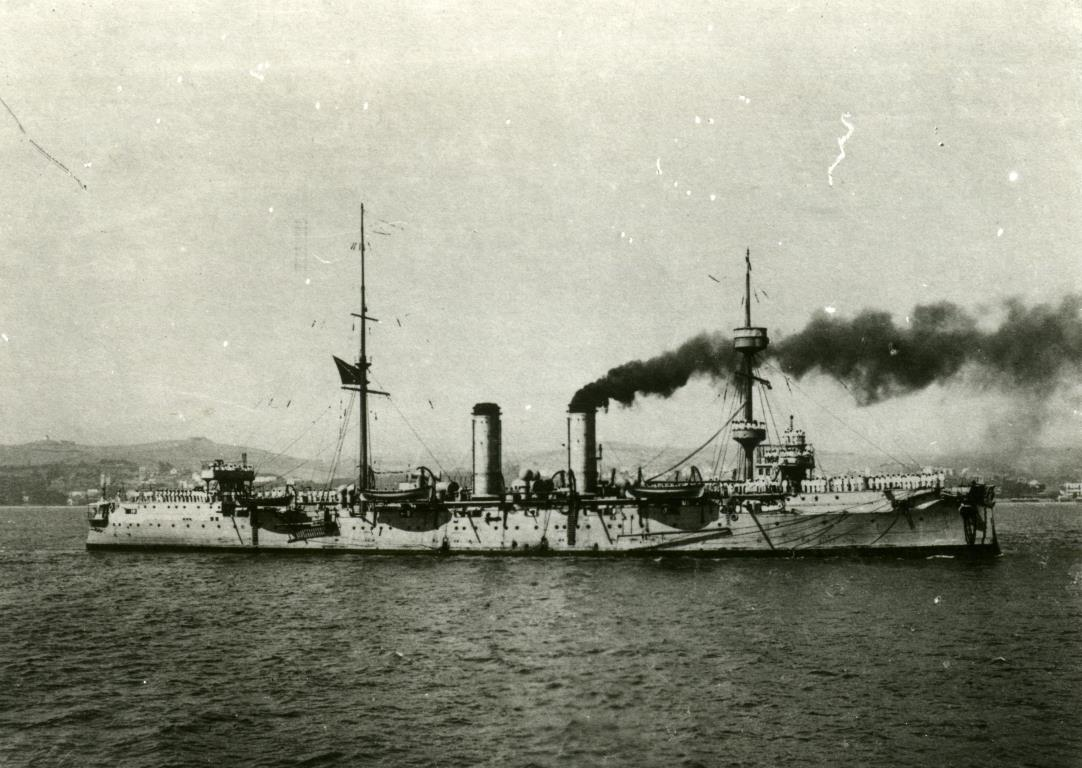
Krążownik „Dom Carlos I”

Bezpośrednim impulsem był przyjazd do Lizbony prezydenta Brazylii Hermesa Rodrigeusa da Fonseki, który przybył po wizycie w Niemczech 1 października 1910 roku na pokładzie pancernika „São Paulo”. Ulica przywitała go entuzjastycznie, bowiem uosabiał drugą, lepszą i bogatszą Portugalię, która przy okazji jest republiką. Manifestacje zamieniły się w zamieszki, które nie wygasły z nastaniem nocy. Wizyta brazylijskiego okrętu oznaczała zarazem, że flota portugalska nie zostanie odesłana w morze na manewry, jak działo się wcześniej w celu zażegnania wybuchu.
Choć w rewolucję zaangażowano oddziały wojska, marynarki i licznych cywili, większość spiskujących wojskowych nie przybyła na wezwanie, zaś oddziały, które wyszły z koszar uznały się za odizolowane. Jedyny wyższy wojskowy, admirał Cândido dos Reis, uznał tę sytuację za beznadziejną i popełnił samobójstwo, gdy nie przybył po niego kuter z okrętów. Podlegli mu oficerowie na naradzie postanowili rozejść się ze swymi oddziałami. Wszystko wskazywało na to, że rewolucja upadnie.
Tymczasem wśród cywilów wrzało. Popularny przywódca republikanów Miguel Bombarda zginął z ręki swego, chorego psychicznie, pacjenta. Tymczasem rozpropagowano, że zabił go klerykał i monarchista. Podobnie odebrano śmierć adm. Cândido dos Reisa.

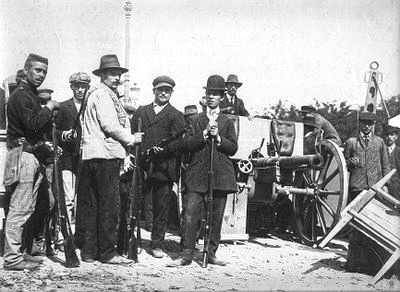
Rewolucjoniści na barykadach 5 października 1910

Rewolucjonistów uratowali marynarze. Krążowniki „Adamastor” i „São Rafael” rozpoczęły 4 października około godziny 11 zgodnie z planem ostrzeliwać pałac królewski Palácio das Necessidades. Pół tysiąca marynarzy pod wodzą Antonio Machado dos Santosa opanowało koszary lizbońskiej piechoty i centralny plac Rotundę. Największy krążownik „Dom Carlos I” pozostał bierny, lecz wieczorem rewolucyjni marynarze opanowali i jego, a na pokładzie  zamordowano dowódcę i oficerów wiernych królowi.

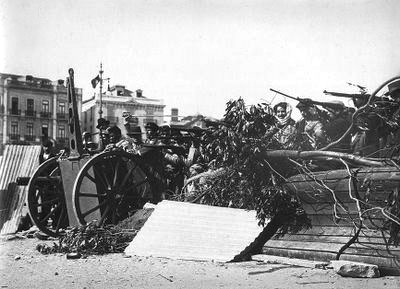
Rewolucjoniści na barykadach

W nocy z 4 na 5 października opanowano w wyniku działalności spiskowców koszary artylerii, a wierne królowi kawaleria i Guarda Municipal zachowały bierność. Król samochodem wyjechał do Mafry.

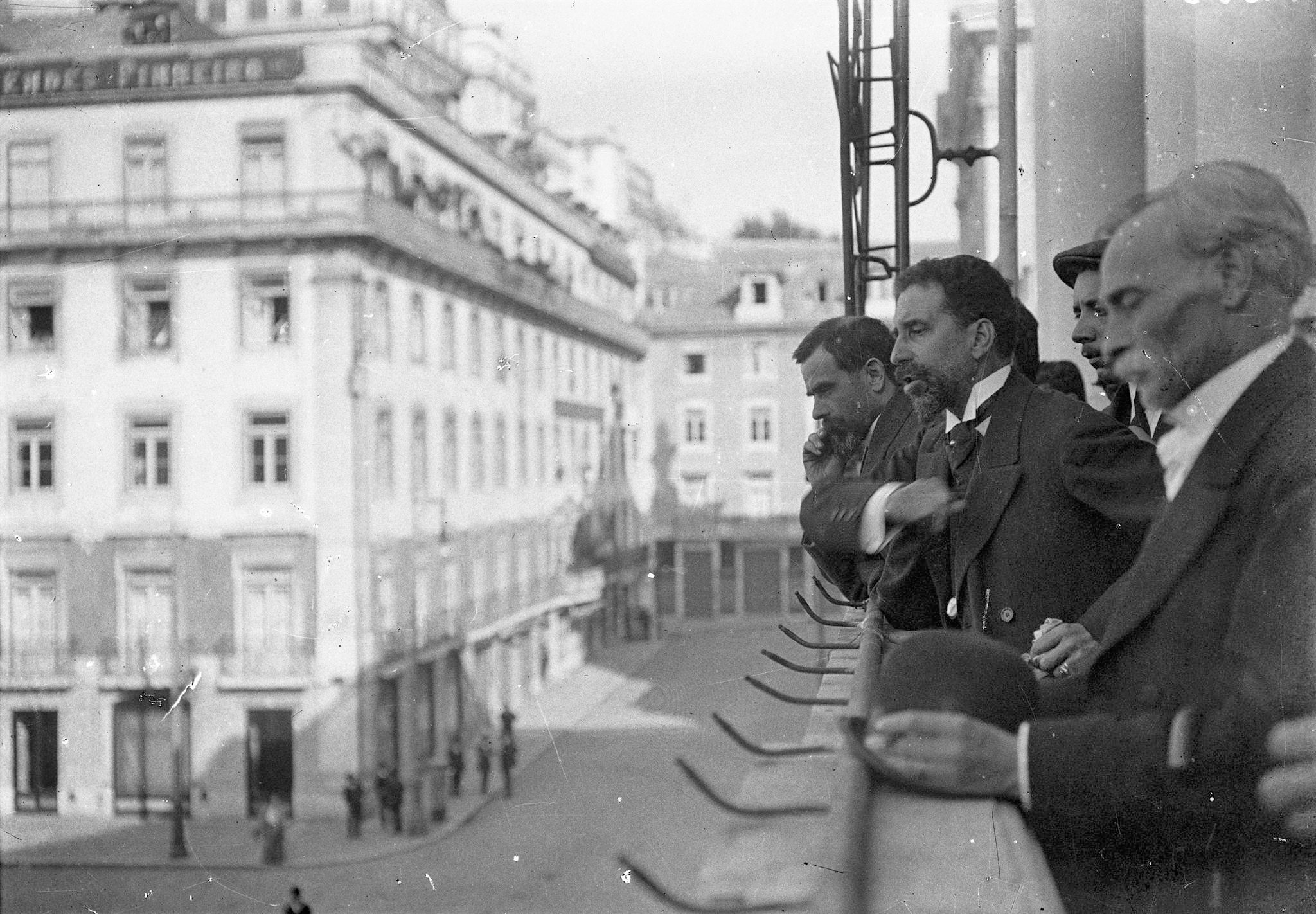
José Relvas ogłasza powstanie Republiki Portugalskiej

Rano Lizbona była niemal całkowicie zajęta. Marynarze zdesantowali się na placu Terreiro do Paço, co skłoniło inne oddziały wojskowe do uległości. Proklamowano republikę. Król z matką i rodziną pogodził się z tym faktem i odpłynął swym jachtem „Dona Amélia” z portu Ericeira do Gibraltaru, a stamtąd do Wielkiej Brytanii. Osiadł pod Londynem w Twickenham.
Zaprowadzenie porządku republikańskiego poza stolicą nie przysporzyło trudności. Żartowano wręcz, że republika została proklamowana przez telegraf.

## Ugruntowanie nowej władzy

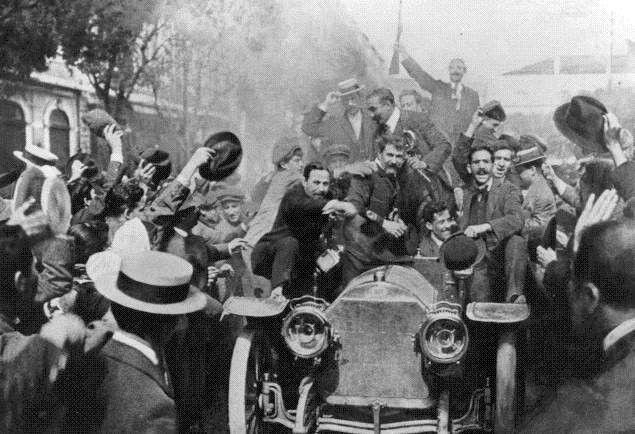
Radość z sukcesu rewolucjonistów

Zmiana systemu rządów nie rozwiązała żadnego z dotychczasowych problemów kraju. Kraj był zadłużony za granicą na około 41 mln funtów szterlingów, a dług wobec własnych obywateli oceniano na 120 mln funtów. Tylko 20% ludności pracowało w przemyśle i handlu, za to około 5% w administracji i wojsku. Należało ostrożnie gospodarować posiadanymi środkami, ale rewolucyjny rząd podejmował rozrzutne, populistyczne posunięcia.
Siłą republikanów była natomiast wielka słabość dotychczasowych rządów. Choć na prowincji, zwłaszcza na wsiach, posunięcia rewolucjonistów nie mogły przynieść im popularności, ludność nie wystąpiła w obronie swego króla, zachowując się całkowicie biernie wobec rozwoju wypadków. Dopiero w 1912 roku doszło do pierwszej zbrojnej próby restauracji monarchii.
Proklamowanie republiki w Portugalii zostało entuzjastycznie przywitane przez społeczeństwo francuskie, ale rządy europejskie nie spieszyły się z jej uznaniem. Szybko uczyniły to Argentyna i Brazylia, po nich Stany Zjednoczone. Francja, Wielka Brytania, Hiszpania i Niemcy uznały rząd republiki dopiero na przełomie sierpnia i września 1912.

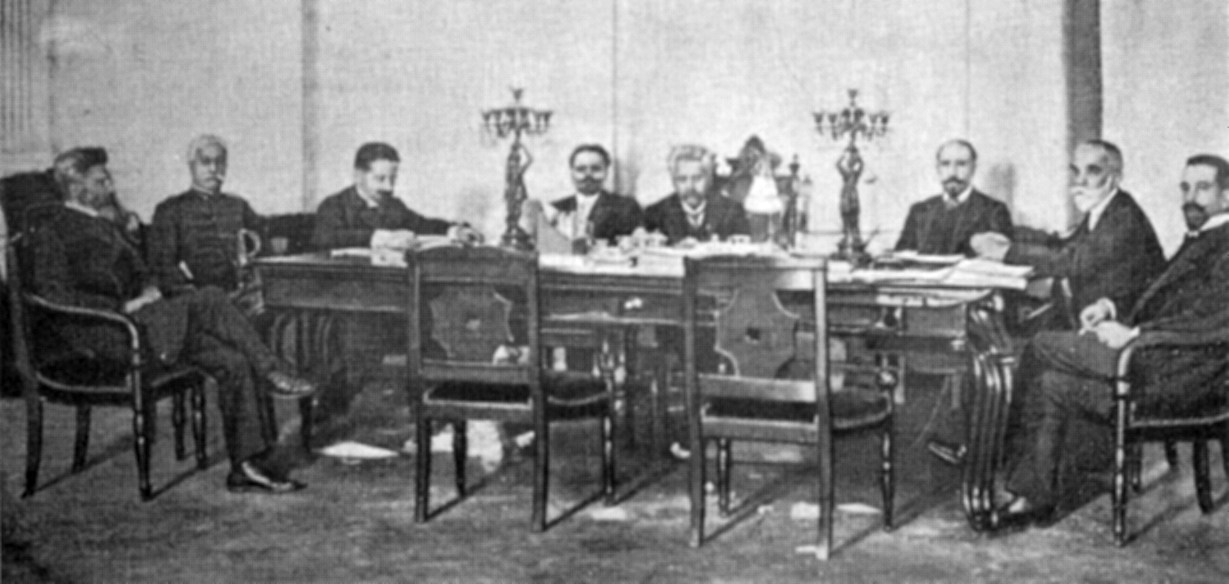
Portugalski Rząd Tymczasowy w 1910 roku

Partia Republikańska zdyskontowała swój sukces, tworząc Rząd Tymczasowy z Teófilo Bragą jako premierem. Natychmiast usunięto wszystkich dotychczasowych gubernatorów, ale w armii przeprowadzono tylko nieznaczne zmiany. Zlikwidowano tytuły rodowe, odznaczenia i przywileje z czasów monarchii. Rozwiązano obie izby parlamentu. Zmieniono też symbole narodowe, flagę i hymn, niszczono pomniki i tablice.
Nowy rząd podjął się opracowania nowej konstytucji, rozdzielił państwo od Kościoła, powołał do życia uniwersytety w Lizbonie i Porto oraz ustanowił prawo rodzinne i rozwodowe. Zalecano rozwój stowarzyszeń, spółdzielni rolniczych i związków zawodowych. Deklarowano autonomię polityczną miast. Położono nacisk na nauczanie we wszystkich formach i na reorganizację wojska.
Okazało się, że większym zagrożeniem dla władz od monarchistów byli anarchiści. Wywołali oni szereg zamieszek, łącznie ze spaleniem urzędów w Almada i Barreiro, próbowali też rozbić więzienie w Porto. Natomiast z całą mocą zaatakowano Kościół – tylko w pierwszych dniach republiki zdemolowano 20 świątyń, a obrabowano dalszych 100, podobnie przed końcem roku około 100 księży pobito, a zamordowano 15.
Choć ogłoszono wolność wszystkich wyznań, nowe władze uderzyły w Kościół katolicki. Wszystkie zakony wydalono z granic Portugalii. Zamknięto też domy modlitwy, szkoły i ośrodki dobroczynne, przejmując je na rzecz państwa. Zakazano nauki religii w szkołach, znacjonalizowano cały majątek kościelny, w tym świątynie i kaplice, wypożyczone bezpłatnie do odprawiania nabożeństw. Księżom zabroniono noszenia szat duchownych poza kościołami i urządzania procesji. Episkopat protestował w liście pasterskim przeciw zniesieniu świąt i wszystkim powyższym zakazom. Rząd zakazał jednak odczytywania go. Wielu księży nie posłuchało, w efekcie czego usunięto z urzędu biskupa Porto, uznanego winnym podburzania do nielojalności. Oskarżano biskupów o podburzanie księży do strajku. W dalszej kolejności banicją z ich okręgów diecezjalnych ukarano patriarchę Lizbony, arcybiskupa Guardy i administratora diecezji Porto, a w rok później dołączyli do nich biskupi Algarve, Bragi, Portalegre, Lamego i Bragancy, arcybiskup Evory i administrator Coimbry. Biskup Beja zmuszony był opuścić kraj. W rezultacie tych posunięć w 1912 roku żaden portugalski biskup nie urzędował w swej diecezji. Ostatecznie zerwano stosunki dyplomatyczne ze Stolicą Apostolską.
Konstytucję opracowano w szybkim tempie pomiędzy 19 lipca i 21 sierpnia 1911 roku. W znacznej części wzorowana była na konstytucji Brazylii. Przyjęto trójpodział władzy. Najwyższą władzą stał się dwuizbowy Kongres Republiki, złożony z Senatu i Izby Deputowanych. Wybierano ich w wyborach powszechnych bezpośrednich. Kongres wybierał prezydenta. Władzę wykonawczą zdecentralizowano, jednak samorządy były pozbawione znaczących własnych dochodów.
Demokratyczna Republika Portugalska, mająca (nie licząc kolonii) prawie 6 milionów mieszkańców, z tego ponad pół miliona w Lizbonie, targana była licznymi problemami. Ponad 75% ludności stanowili analfabeci. Republikanie podjęli intensywne działania w zakresie edukacji, paraliżowane trudnościami finansowymi państwa. Próbowano od początku osiągnąć nadwyżkę budżetową, lecz bezskutecznie. Dokonano też wymiany pieniądza w stosunku 1000 reali – 1 escudo.
Problemem pozostawały liczne strajki (do końca 1911 roku wybuchło ich 70). Rząd Tymczasowy je zalegalizował, wprowadzając przywilej lokautu. Tym niemniej oskarżano robotników o sprzyjanie wrogom republiki, ci zaś oskarżali republikanów o niedotrzymywanie obietnic.
6 lipca 1912 roku kilkusetosobowa grupa monarchistów, wsparta przez Hiszpanów, przeszła granicę i starała się zająć położone na północy prowincje Trás-os-Montes i Minho. Nie udało im się skaptować na swą stronę nie tylko wysłanego przeciw nim wojska, ale nawet katolickich chłopów. Rebelia ta upadła po dwóch tygodniach i wykazała całkowitą niemożliwość powrotu do starego porządku.
W tym samym 1912 roku wybuchł pierwszy strajk generalny, z którym rozprawiono się, ogłaszając w Lizbonie stan wyjątkowy. Zintensyfikowała się działalność socjalistów i anarchistów. W pewnym sensie republikanie sami czuli się zawiedzeni swymi rządami. Upragniony przez nich model rządu ludu dla ludu, oparty na równości, wolności i sprawiedliwości okazał się niemożliwy do realizacji.